# Egmont Islands

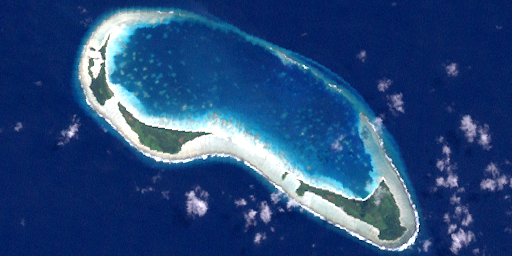
Landsatbild av atollen

Egmont Islands (även känd som Egmont Atoll, är en obebodd atoll i Brittiska territoriet i Indiska oceanen. Landområdet är ca 4 km². 
Det finns två passager in i lagunen längs Northern Rim, Fausse Passe i nordost och en bredare passage i nordväst. Egmontöarna är en av favoritankringsplatserna för seglare som passerar genom Chagosöarna.

## Undervattensexpedition
1972–1973 genomfördes en undervattensexpedition till Egmont Islands av Storbritanniens försvarsmakt. Den leddes av "Dickie" Bird Royal Air Force, och var den första expeditionen i sitt slag i Chagosöarna. Kommendörkapten Alan Baldwin Royal Navy var biträdande ledare och det vetenskapliga arbetet utfördes under ledning av Dr David Bellamy.

## Öar
Atollen består av sex öar: 
- Île Sud-Est (där spår finns av en tidigare bosättning)
- Île Takamaka (Tattamucca)
- Île Carre Pate
- Île Lubine
- Île Cipaye (Sipaille)
- Île aux Rats (Île des Rats)